# Laphria atomentosa
Laphria atomentosa är en tvåvingeart som beskrevs av H. Oldroyd 1960. Laphria atomentosa ingår i släktet Laphria och familjen rovflugor.
Artens utbredningsområde är Madagaskar. Inga underarter finns listade i Catalogue of Life.